# 외젠 카베냐크
카베냐크 장군(général Cavaignac)이라는 이름으로 유명한 루이 외젠 카베냐크(Louis Eugène Cavaignac)는 공화력 11년 방데미에르 23일(1802년 10월 15일) 파리에서 태어나 1857년 10월 28일 플레(Flée)에 위치한 자택, 우른 성(château d'Ourne)에서 사망한 프랑스의 장군이자 정치인이다. 카베냐크는 1848년에 알제리 총독을 맡다가 같은 해 행정 수반인 국무회의 의장직을 역임했다. 1848년 대선 후보로 출마하여 루이 나폴레옹 보나파르트에게 패했다.

## 가계와 후손
외젠 카베냐크는 입법의회에서 루이 16세의 처형에 찬성한 장바티스트 카베냐크(Jean-Baptiste Cavaignac)와 마리쥘리 코랑세(Marie-Julie de Corancez)의 아들이자, 고드프루아 카베냐크(Godefroy Cavaignac)의 동생으로 태어났다. 1851년에 잠스 오디에(James Odier)의 딸, 루이즈 오디에(Louise Odier)와 결혼했다. 외젠 카베냐크의 아들, 고드프루아 카베냐크(1853-1905)는 제3공화국 시절 장관을 역임했으며, 손자 외젠 카베냐크(1876-1969)는 역사가였다.
스타니슬라스 망쟁(1919-1986) 또한 외젠 카베냐크의 많은 후손들 가운데 한 명이다.

## 같이 보기
- 프랑스령 알제리